# Jorge Chávez International Airport
Jorge Chávez International Airport (JCA) (Kode:(IATA: LIM, ICAO: SPIM)) er en lufthavn i Peru, der ligger i udkanten af Lima ved byen Callao, der også regnes med i Stor-Lima
JCA betjener ca. 22 millioner passagerer årligt.

## Luftfartsselskaber og destinationer
I alt betjener 21 passager- og 22 fragtselskbaer Jorge Chávez International Airport ruter til 54 destinationer i Sydamerika, Nordamerika og Europa.
| Flyselskaber             | Destinationer |
| ------------------------ | --- |
| Aerolíneas Argentinas    | Buenos Aires-Ezeiza |
| Aeroméxico               | Mexico City |
| Air Canada               | Toronto-Pearson |
| Air Europa               | Madrid |
| Air France               | Amsterdam, Parigi-Charles de Gaulle |
| American Airlines        | Miami |
| Avianca                  | Bogotá |
| British Airways          | London Heathrow Airport |
| Continental Airlines     | Houston-Intercontinental, Newark |
| Copa Airlines            | Panama City |
| Delta Air Lines          | Atlanta |
| Iberia                   | Madrid |
| KLM Royal Dutch Airlines | Amsterdam |
| LAN Airlines             | Los Angeles, New York–JFK, Santiago de Chile |
| LAN Argentina            | Buenos Aires-Ezeiza |
| LAN Ecuador              | Guayaquil |
| LAN Perú                 | Arequipa, Bogotá, Brasília [begins August 1], Buenos Aires-Ezeiza, Cajamarca, Cali, Cancún, Caracas, Cartagena de Indias, Chiclayo, Córdoba, Cuzco, Iquitos, Juliaca, La Paz, Los Angeles, Madrid, Medellín-Córdova, Mexico City, Miami, Piura, Pucallpa, Puerto Iguazú, Puerto Maldonado, Punta Cana, Quito, San Francisco, Santa Cruz de la Sierra, Santiago de Chile, São Paulo-Guarulhos, Tacna, Tarapoto, Trujillo, Tumbes |
| LC Busre                 | Andahuaylas, Ayacucho, Chimbote, Huánuco, Huaraz, Jauja |
| Peruvian Airlines        | Arequipa, Cuzco, Iquitos, Tacna |
| Spirit Airlines          | Fort Lauderdale |
| Star Perú                | Ayacucho, Cajamarca, Chiclayo, Cuzco, Huánuco [begins July 1], Iquitos, Pucallpa, Puerto Maldonado, Tarapoto, Trujillo |
| TACA/LACSA               | Buenos Aires-Ezeiza, San José (CR), Santiago de Chile |
| TACA Perú                | Asunción, Bogotá, Buenos Aires-Ezeiza, Cali, Caracas, Cuzco, Guayaquil, Havana, La Paz, Medellín-Córdova, Mexico City, Montevideo, Porto Alegre, Quito, Rio de Janeiro-Galeão, San José (CR), San Salvador, Santa Cruz de la Sierra, Santiago de Chile, Santo Domingo, São Paulo-Guarulhos |
| TAM Airlines             | São Paulo-Guarulhos |